# Teatro La Fenice
Gran Teatro La Fenice je operní scéna v centru Benátek. Byla založena roku 1755 jako Teatro San Benedetto, v roce 1774 budova vyhořela a byla obnovena v roce 1792 pod novým názvem La Fenice (fénix). Stavbu navrhl Giannantonio Selva v klasicistním stylu. Prvním představením byly Agrigentské hry Giovanniho Paisiella. Další vážné požáry divadlo postihly v letech 1836 (znovuotevřeno 1837) a 1996 (znovuotevřeno 2003, opravu řídil architekt Aldo Rossi). Hlediště má kapacitu tisíc míst. Šéfdirigentem je od roku 2011 Diego Matheuz.
V divadle měly světovou premiéru mnohé významné opery, jako Tancredi a Semiramis (Gioacchino Rossini), Křižák v Egyptě (Giacomo Meyerbeer), Kapuleti a Montekové (Vincenzo Bellini), Belisario (Gaetano Donizetti), Ernani, Rigoletto a La Traviata (Giuseppe Verdi), Bohéma (Ruggero Leoncavallo), Život prostopášníka (Igor Stravinskij) a Padlí andělé (Benjamin Britten).